# Elana Toruń
Le Elana Toruń est  un club polonais de football basé à Toruń et fondé en 1968. 

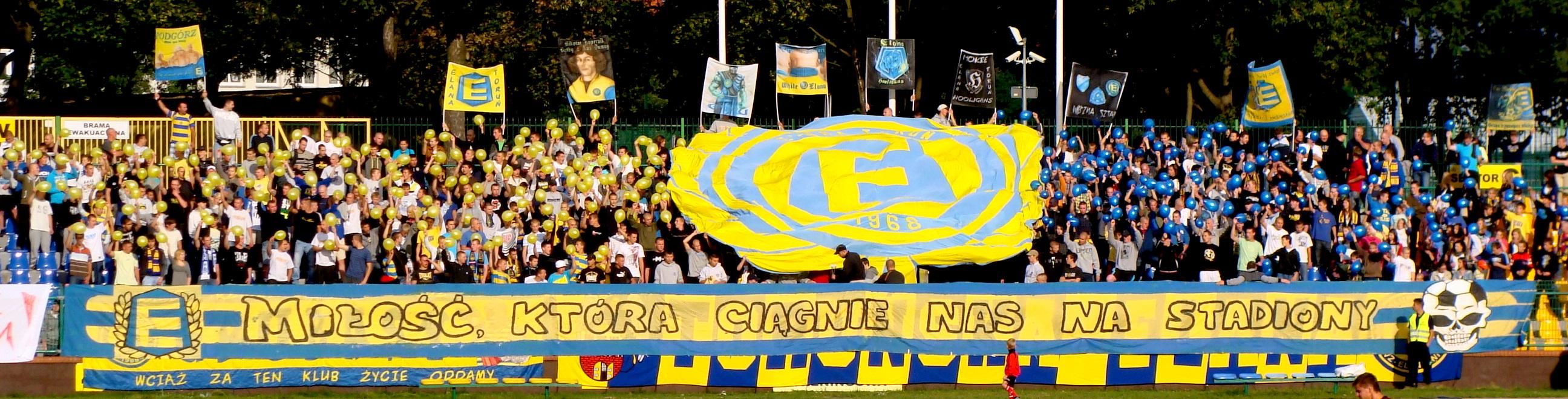
Elana Toruń vs Chrobry Głogów (2011-09-17)

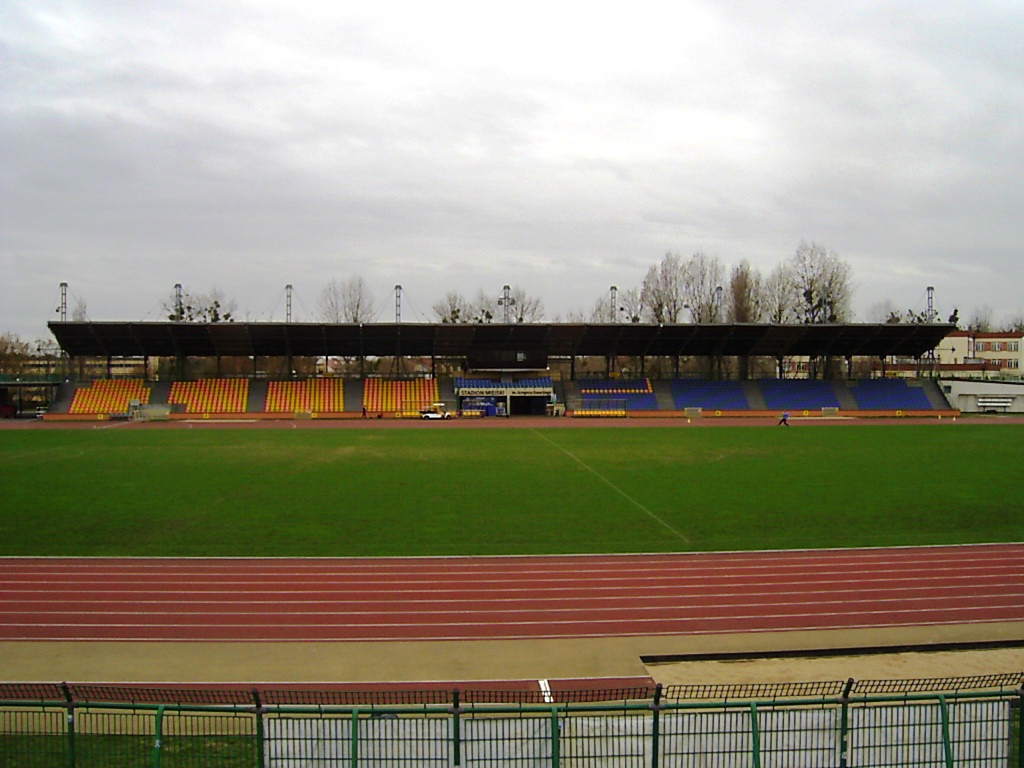
Stade municipal de Toruń